# Майменсінгх (регіон)
Майменсінгх (бенг. ময়মনসিংহ বিভাগময়মনসিংহ বিভাগ) — один з восьми регіонів Бангладеш. Розташований на півночі країни. Утворений в 2015 році з північної частини області Дакка. Займає площу 10 569 км² і згідно з переписом 2011 року налічує 10 990 913 особи. Адміністративний центр  — місто Майменсінгх.

## Історія
Округ Майменсінгх був утворений владою британської Індії в 1787 році. Пізніше з частин його території поетапно було створено п'ять нових округів — Джамалпур, Кишоргандж, Нетрокона, Тангайл і Шерпур.
В січні 2015 року прем'єр-міністр Бангладеш Шейх Хасина оголосила про намір створення нової області. Спочатку передбачалося, що до її складу увійдуть всі шість округів регіону Великий Майменсінгх. Однак, в той час, як чотири округи схвалили створення нового регіону, жителі округів Кишоргандж і Тангайл висловили бажання залишитися у складі області Дакка. 14 вересня 2015 року було офіційно оголошено про створення області Майменсінгх, що складається з чотирьох округів.

## Адміністративно-територіальний устрій
| Округ       | Адміністративний центр | Площа, км² | Населення, осіб (1991, перепис) | Населення, осіб (2001, перепис) | Населення, осіб (2011, перепис) |
| ----------- | ---------------------- | ---------- | ------------------------------- | ------------------------------- | ------------------------------- |
| Джамалпур   | Джамалпур              | 2032       | 1 874 440                       | 2 107 209                       | 2 292 674                       |
| Майменсінгх | Майменсінгх            | 4363       | 3 957 182                       | 4 489 726                       | 5 110 272                       |
| Нетрокона   | Нетрокона              | 2810       | 1 730 935                       | 1 988 188                       | 2 229 642                       |
| Шерпур      | Шерпур                 | 1364       | 1 138 629                       | 1 279 542                       | 1 358 325                       |
| Всього      | Майменсінгх            | 10 569     | 8 701 186                       | 9 864 665                       | 10 990 913                      |